# Linton House

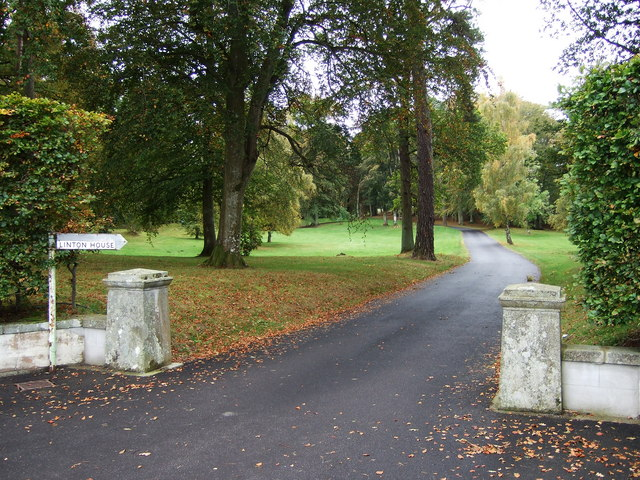
Zufahrt zu Linton House

Linton House ist ein Herrenhaus nahe der schottischen Ortschaft Sauchen in der Council Area Aberdeenshire. 1971 wurde das Bauwerk in die schottischen Denkmallisten in der höchsten Denkmalkategorie A aufgenommen.

## Beschreibung
Linton House steht isoliert rund 800 m südöstlich von Sauchen abseits der A944. Das 1835 errichtete Herrenhaus wurde vermutlich durch den bedeutenden schottischen Architekten Archibald Simpson geplant. Das zweistöckige Gebäude ist im klassizistischen Stil ausgestaltet. Seine nordostexponierte Hauptfassade ist leicht asymmetrisch aufgebaut. Leicht nach rechts versetzt tritt ein Mittelrisalit aus der Fassade heraus, der im Stile einer Porte-cochère mit rundbogigen Öffnungen ausgeführt ist. Der Risalit schließt mit einem weit überhängenden, flach geneigten Satteldach. Schlichte Gesimse bekrönen manche Fenster entlang der Fassaden. Die Fassaden selbst sind mit Harl verputzt, wobei Graniteinfassungen abgesetzt sind. An das kleine Herrenhaus schließt sich an der Südseite ein grob U-förmiger Anbau von geringerer Höhe an.

## Außengebäude
Der ebenfalls 1835 errichtete und vermutlich ebenfalls von Simpson entworfene Gutshof befindet sich rund 250 m nördlich. Vier längliche, einstöckige Gebäude mit Speichern und Böden umschließen einen länglichen Innenhof. Seine nach Südosten, dem Herrenhaus zugewandte Fassade ist symmetrisch aufgebaut. Der denkmalgeschützte Gutshof ist als Kategorie-B-Bauwerk eingestuft.
Der nahe dem Gutshof befindliche Taubenturm ist ebenfalls als Kategorie-B-Bauwerk geschützt. Möglicherweise stammt er aus der Bauzeit von Linton House. Auf seinem Bruchsteinmauerwerk sitzt ein Pyramidendach, woraus sich optische Parallelen zu einem Glockenturm ergeben.